# Datová sběrnice

Struktura počítačové sběrnice.

Datová sběrnice (anglicky data bus) je část počítačové sběrnice, která slouží pro přenos dat mezi procesorem a pamětí, procesorem a vstupně-výstupním zařízením nebo (při použití DMA) mezi vstupně-výstupním zařízením a pamětí. Datová sběrnice bývá obousměrná.
Šířka datové sběrnice bývá obvykle rovna velikosti slova procesoru.
Maximální teoretická přenosová rychlost sběrnice je dána násobkem šířky datové sběrnice a rychlosti hodinových impulsů.